# Neglasari (Pagelaran)
Neglasari is een bestuurslaag in het regentschap Pringsewu van de provincie Lampung, Indonesië. Neglasari telt 1864 inwoners (volkstelling 2010).